# Passietijd

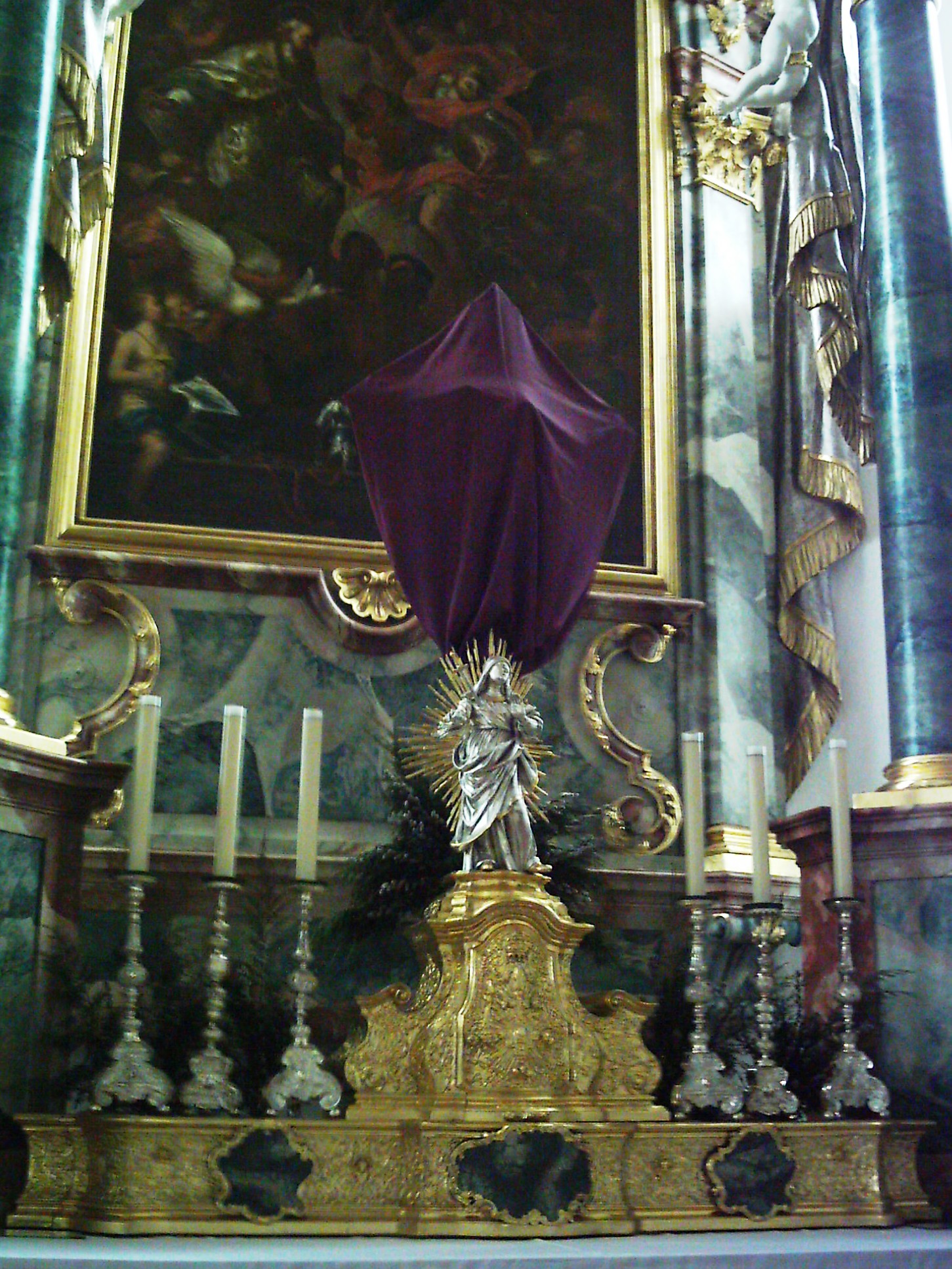
Bedekte crucifix in de parochiekerk van St. Martin in Tannheim

Met de passietijd wordt de periode van de laatste twee weken van de veertigdagentijd aangeduid. In deze tijd concentreert de liturgie zich vooral op het lijden en sterven van Jezus Christus. In de Katholieke Kerk en overigens ook in de Anglicaanse Kerk worden in deze tijd alle beelden bedekt met paarse doeken.
De periode begint met Zondag Judica, de vijfde zondag van de veertigdagentijd, ook wel passiezondag genoemd in de liturgie van de buitengewone vorm van de Romeinse ritus, en duurt tot het begin van de vigilie van Pasen. De tweede zondag van de passietijd, is tevens de laatste zondag van de vastentijd. Op deze zondag wordt Palmpasen gevierd, de herdenking van Jezus' intocht in Jeruzalem. Met deze zondag begint de Goede Week.